# Gaétan D’Amours
Gaétan D’Amours (ur. 1933, zm. 25 kwietnia 2007) – kanadyjski kulturysta związany z federacją IFBB (International Federation of BodyBuilders).
Został wyróżniony tytułami: Mr. Québec w 1960 roku, Mr. Canada i Mr. America w 1961, a także zajął piątą pozycję podczas zmagań o tytuł Mr. Universe w roku 1967.
Przez blisko pięćdziesiąt lat był właścicielem studio kulturystycznego. Alternatywnie pracował jako wykładowca wychowania fizycznego dla osób przeszkolonych w jego pracowni. Opracował intratny system motywacyjny dla swoich studentów. Monitorował treningi podopiecznych, a do dalszej pracy nad własną sylwetką zachęcał ich poprzez zaprezentowanie im na filmie postępów, jakie poczynili. Był także zwolennikiem suplementów diety Bena Weidera.
Zmarł 25 kwietnia 2007 roku, w wieku siedemdziesięciu czterech lat.